# Ecpyrrhorrhoe
Ecpyrrhorrhoe és un gènere d'arnes de la família Crambidae.

## Taxonomia
- Ecpyrrhorrhoe aduncis Gao, Zhang & Wang, 2013
- Ecpyrrhorrhoe angustivalvaris Gao, Zhang & Wang, 2013
- Ecpyrrhorrhoe biaculeiformis Zhang, Li & Wang in Zhang, Li & Wang, 2004
- Ecpyrrhorrhoe celatalis (Walker, 1859)
- Ecpyrrhorrhoe diffusalis (Guenée, 1854)
- Ecpyrrhorrhoe digitaliformis Zhang, Li & Wang in Zhang, Li & Wang, 2004
- Ecpyrrhorrhoe dissimilis (Yamanaka, 1958)
- Ecpyrrhorrhoe multispinalis Gao, Zhang & Wang, 2013
- Ecpyrrhorrhoe puralis (South in Leech & South, 1901)
- Ecpyrrhorrhoe rubiginalis (Hübner, 1796)
- Ecpyrrhorrhoe ruidispinalis Zhang, Li & Wang, 2004